# Marius Jacob
Ne doit pas être confondu avec Alexandre Jacob (peintre).
Pour les articles homonymes, voir Jacob (homonymie).
Alexandre Marius Jacob, dit Marius Jacob, né le 29 septembre 1879 à Marseille et mort le 28 août 1954 à Reuilly, est un anarchiste illégaliste français.

## Origines et jeunesse

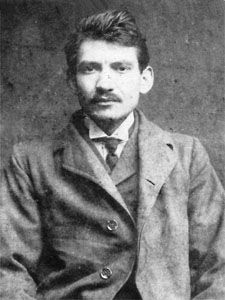
Marius Jacob photographié après son arrestation, 1905.

D’origine alsacienne, Marius Jacob naît dans le quartier du Vieux-Port à Marseille le 29 septembre 1879 dans un milieu prolétaire. Joseph Léon Jacob (1856-1905), son père, a fui sa région devenue allemande et est cuisinier sur les paquebots des Messageries maritimes, puis boulanger ; Marie Élizabeth Berthou (1860-1941), sa mère, est mineure.
À l'époque, si Marseille est une ville en plein développement, très populaire et fortement cosmopolite, elle est en revanche marquée par des conflits sociaux très violents. Ses parents s'installent rapidement dans un deux pièces, sans eau ni électricité, rue Jobin, dans le quartier de la Belle de Mai. En manque d'aventures, le boulanger boit et reporte sur son fils unique ses rêves de grand large.
Après une enfance calme et heureuse, grand lecteur de Jules Verne, Marius s'engage à douze ans (dès qu'il a obtenu son certificat d'études primaires) comme mousse puis apprenti timonier pour un voyage qui le mène jusqu'à Sydney où il choisit de déserter.
Au cours de ses services sur au moins huit navires, il aura connu le haut de la société (la « jet set » du premier pont) comme le bas (les marins aux désirs desquels il se refuse, les bagnards, voire les esclaves transportés dans les cales). Il dira, lors du procès d'Amiens : « J'ai vu le monde ; il n'est pas beau. »
Après un bref épisode de piraterie, à laquelle il renonce par rejet des méthodes qu'il juge d'une trop grande cruauté (il assiste au massacre d'un équipage), et des tentatives de cabotage, il revient à Marseille en 1897 et commence à se former à l'océanographie avec l'espoir de devenir capitaine au long cours. Mais il est obligé d'abandonner définitivement la marine, car il a contracté des fièvres qui l'accompagneront pour le restant de ses jours.
Il se lance en autodidacte dans des études diverses, les approfondissant jusqu'à exceller dans chaque question étudiée. Apprenti typographe, il fréquente les milieux anarchistes et y rencontre Rose Roux, avec qui il décide de vivre.
Il lit Élisée Reclus, Pierre Kropotkine et Malatesta. Il devient assez vite militant actif et enthousiaste. Or, les socialistes parlementaires de cette fin de siècle s'opposent, souvent violemment, aux libertaires du monde ouvrier. D'un côté, les uns se veulent légalistes et tentent de parvenir au pouvoir par les élections, de l'autre, les anarchistes pensent que la justice sociale ne se discute pas et qu'elle se prend par la force. Dans l'Europe de la Belle Époque, suivant la répression de la commune de Paris, des révoltés, partisans de « l'acte individuel », volent « pour rendre justice », mais vont aussi jusqu'à tuer des rois, des politiciens, des militaires, des policiers, des tyrans et des magistrats un peu partout dans le monde. Les militants anarchistes sont poursuivis, emprisonnés voire guillotinés ou pendus. Les libertaires sont étroitement surveillés mais des activistes devenus criminels comme Ravachol sont condamnés à avoir la tête tranchée, d'autant plus que le terrorisme qu'ils mettent en œuvre les a rendu impopulaires.
Compromis dans une affaire d'explosifs et quelques menus larcins, Marius Jacob est condamné à six mois de prison et fiché par la police. Cela rend sa réinsertion très difficile : chaque fois qu'il trouve du travail, la police se présente et révèle son passé et sa condamnation à son employeur de manière telle que ce dernier le renvoie. Marius Jacob va alors choisir « un illégalisme pacifiste ». Adepte de la théorie anarchiste de la « reprise individuelle », il se détourne de la stratégie terroriste en devenant logiquement cambrioleur.
Le 31 mars 1899, déguisé en commissaire de police et ses deux complices en inspecteurs, ils se présentent chez le commissionnaire du mont-de-piété de la Ville de Marseille sous prétexte de vérifier des anomalies dans les comptes. Surpris mais convaincu de la véracité du prétexte, le commissionnaire leur laisse libre accès. L'accusant du recel d'une montre, la petite troupe l'arrête mais dresse durant trois heures, sur papier à en-tête de la préfecture de police, l'inventaire de tous les biens en dépôt, qu'ils confisquent comme pièces à conviction. La véritable police survient. La troupe lui confie le commissionnaire. L'homme est emmené menotté au palais de justice tandis que les trois individus s'esquivent, emportant un butin d'environ 400 000 francs. La France entière rit à gorge déployée de l'audace des délinquants.

## Activités anarchistes

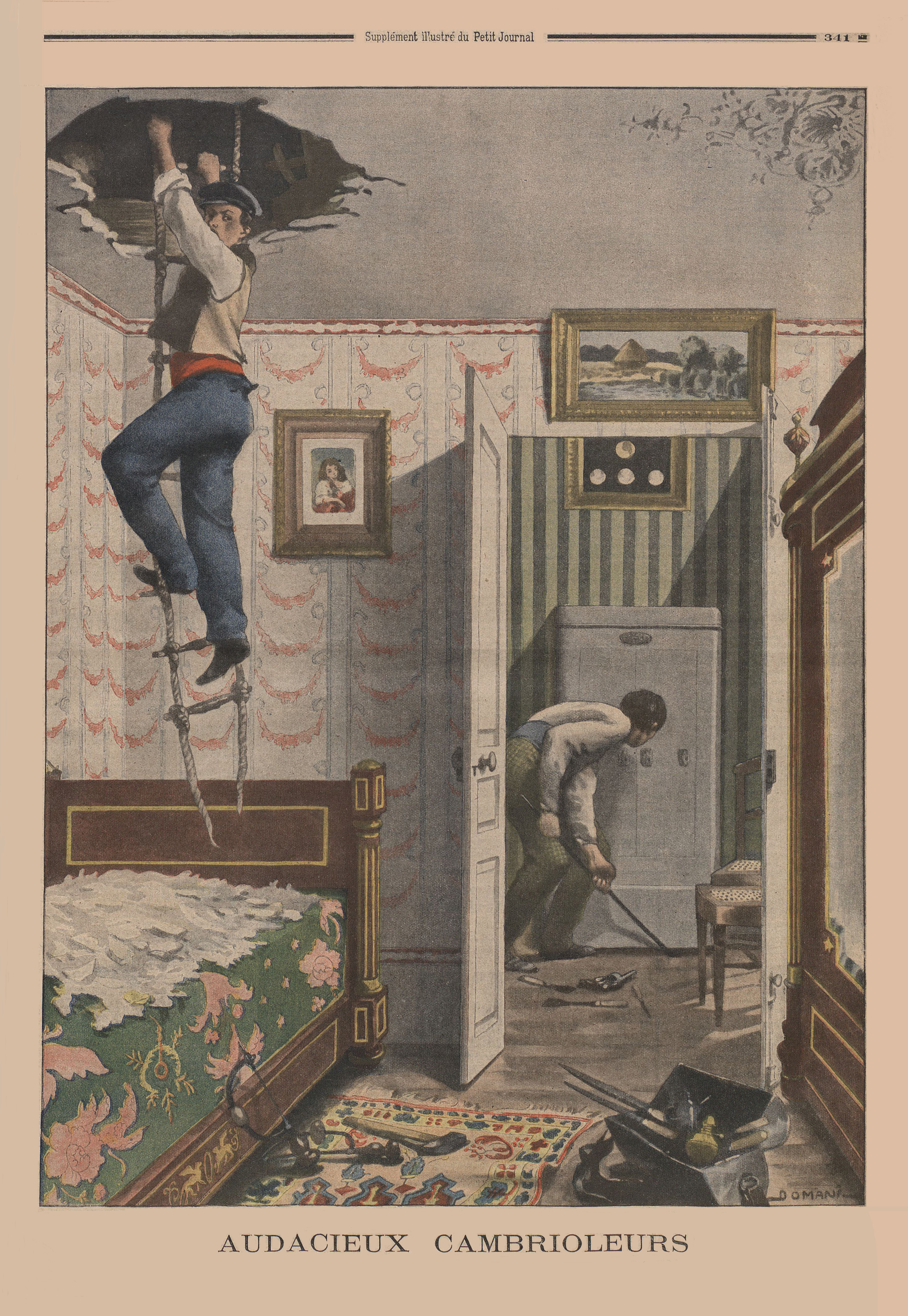
« Audacieux cambrioleurs », Le Petit Journal, 27 octobre 1901.

Marius Jacob est arrêté à Toulon le 3 juillet 1899. Pour éviter cinq années de réclusion, il simule la folie : il prétend avoir des hallucinations dans lesquelles il est agressé par des jésuites. Le 19 avril 1900, il s'évade avec la complicité d’un nommé Royère, un infirmier de l'asile d'Aix-en-Provence ayant des sympathies anarchistes, et se réfugie à Sète chez l'anarchiste Georges Sorel, avant de s'installer au 18 de la rue de la République à Montpellier, où il prend en gérance une quincaillerie au nom de sa maîtresse, Rose Roux.
Sans attirer les soupçons, il se fait livrer des coffres-forts de toutes marques qu'il revend — non sans avoir soigneusement étudié le mécanisme de chaque serrure et s'être entraîné à les déjouer ou à les crocheter, activité dont il devient un expert. À cette même époque il recrute sa bande, qu'il surnomme « les Travailleurs de la nuit ».
Les principes en sont simples : éviter à tout prix de verser le sang, sauf pour protéger sa vie et sa liberté, et uniquement des forces de l'ordre; ne voler que les métiers jugés représentatifs et défenseurs de l'ordre social jugé injuste (les patrons, les juges, les militaires, le clergé), jamais les professions utiles (architectes, médecins, artistes, enseignants, etc.). Une partie de l'argent volé est reversé à la cause anarchiste et aux camarades dans le besoin, ce qui n'ira évidemment pas sans poser des problèmes. Il évite de travailler avec les anarchistes idéalistes comme avec la pègre, choisissant comme complices des déclassés, illégalistes comme lui.

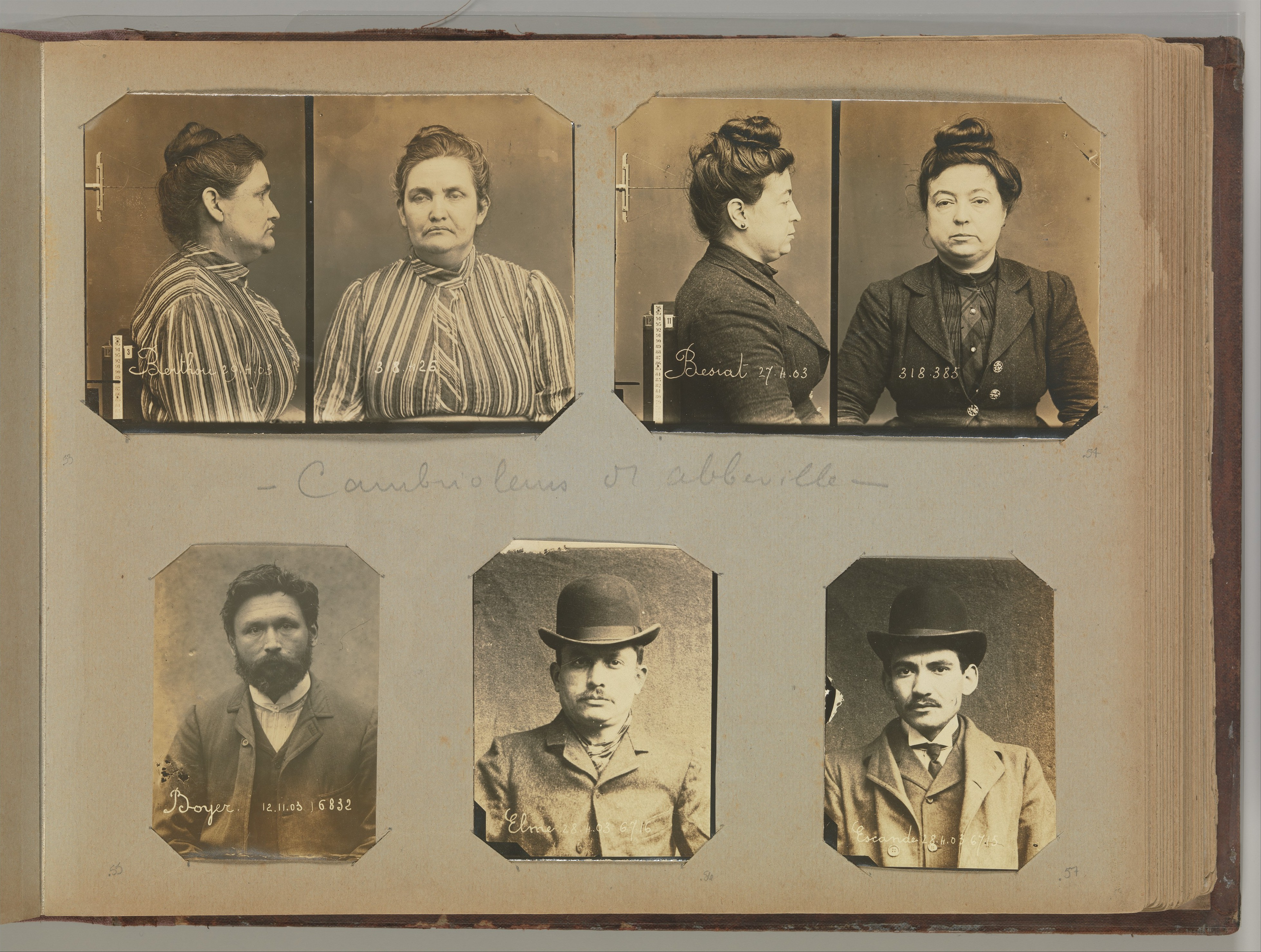
Membres et chef de la Bande des travailleurs de la nuit. Portraits anthropométriques de Marie Jacob, Rose Roux, Boyer, Elme et Alexandre Marius Jacob, 1903.

Marius Jacob fait preuve de beaucoup d'ingéniosité.
Pour voir si les personnes qu'il projette de cambrioler sont chez elles, il coince des morceaux de papier dans leurs portes et passe le lendemain vérifier s'ils sont toujours en place.
En outre, il excelle dans l'art du déguisement et opère sous un nombre important de pseudonymes.
Il met au point des méthodes d'effraction inédites. L'une de ces créations est le « coup du parapluie » : un trou est pratiqué dans le plancher de l'appartement au-dessus de celui ciblé par les cambrioleurs. Un parapluie fermé est ensuite glissé dans l’ouverture puis ouvert par un système de ficelles afin de récupérer les gravats lorsque ses complices agrandissent le passage, évitant ainsi le bruit de leur chute. Il fait en sorte de refermer les portes derrière lui, de manière à faire croire qu'il est toujours à l'intérieur ; il prit même le risque, installé à la terrasse d'un café, d'assister à l'assaut d'une maison pillée dans la nuit.
Non dénué d'humour, il signe ses forfaits d'une carte de visite au nom d'Attila ; il y laisse parfois des messages, comme « Dieu des voleurs, recherche les voleurs de ceux qui en ont volé d'autres. » (Rouen, église Saint-Sever, nuit du 13 au 14 février 1901). Il fait parfois preuve d'une classe inattendue : croyant cambrioler la demeure d'un capitaine de frégate, Julien Viaud, il s'aperçoit qu'il s'agit de celle de Pierre Loti, remet tout en place et laisse le message suivant : « Ayant pénétré chez vous par erreur, je ne saurais rien prendre à qui vit de sa plume. Tout travail mérite salaire. Attila. - P.S. : Ci-joint dix francs pour la vitre brisée et le volet endommagé. ».
Certains auteurs avancent qu'il inspira Maurice Leblanc lorsqu'il créa le personnage d'Arsène Lupin, en 1905. Toutefois, et bien qu'il ait assisté au procès de Marius Jacob, selon Robert Bonaccorsi et Jean-Luc Buard, « cette assertion devrait être argumentée, voire nuancée » car l'écrivain a nié cette inspiration spécifique en affirmant puiser son inspiration dans « l'air du temps. » Spécialiste d'Arsène Lupin, Jacques Derouard rejette quant à lui toute influence de Marius Jacob dans la genèse du « gentleman cambrioleur ».

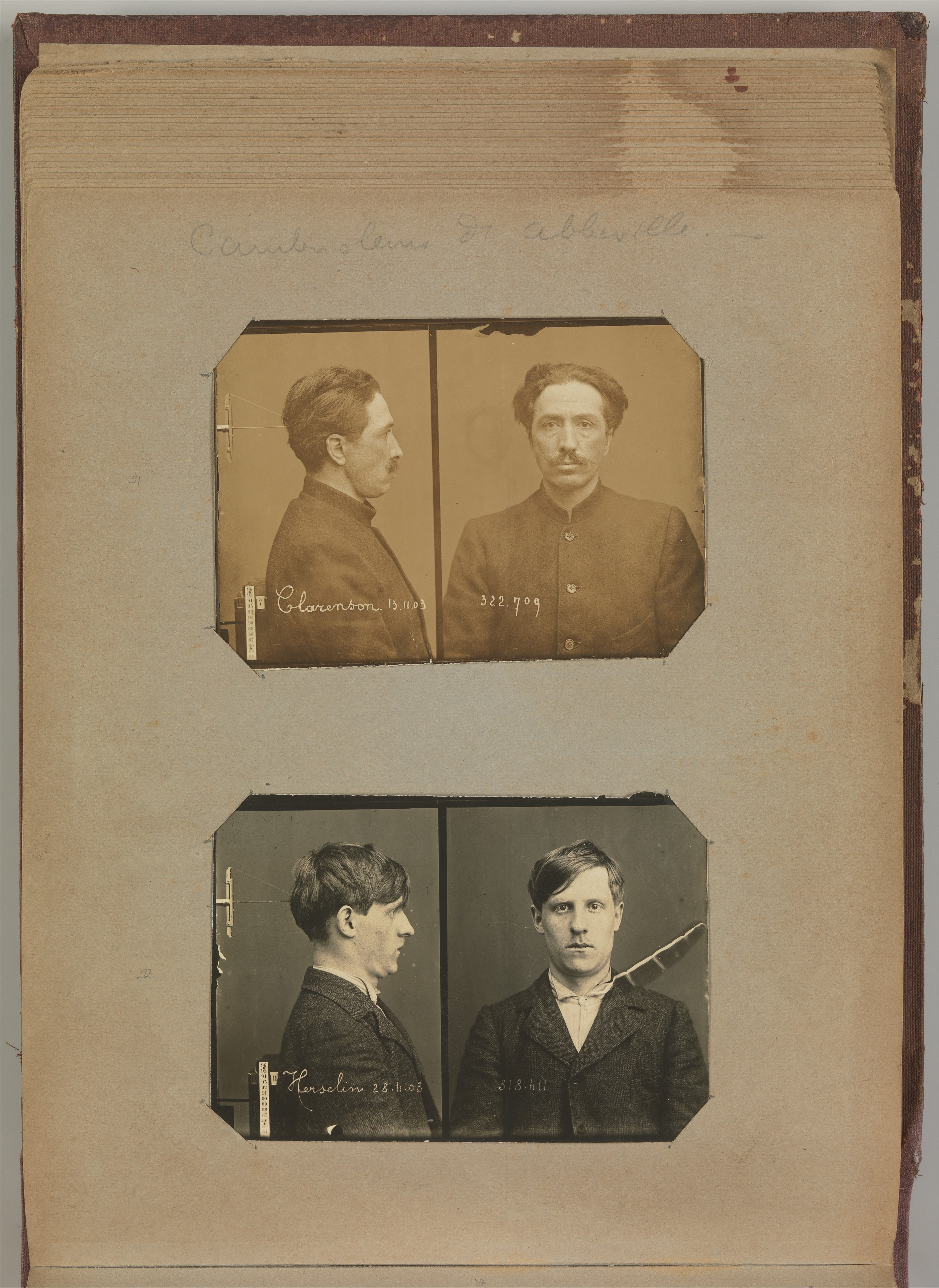
Membres de la Bande des travailleurs de la nuit. Portraits anthropométriques de Jules Clarenson et de Felix Bour, dit Herselin, 1903.

Le nombre des cambriolages dont il est l'initiateur de 1900 à 1903 est estimé entre 150 à 500, à Paris comme en province (« Je faisais de la décentralisation ») voire à l'étranger: en Espagne où il projette de dérober la statue en or de saint Jacques à Compostelle, en Italie, en Belgique et on le signale au Maghreb.
Marius Jacob travaille avec des petits groupes de deux à quatre personnes. Il met au point une pratique méthodique systématique et organisée du vol qui le fait passer du stade "artisanal" à l'"ingénierie". Il divise la France en trois zones, expliquant au président du tribunal d'Amiens qu'il pratique le « déplacement de capitaux ». Par ailleurs, il met au point un système de recyclage, s’alliant avec des métallurgistes et évidemment divers receleurs.
Mais surtout, il fait de ses activités une arme politique. Il ne garde pour lui que de quoi vivre, mangeant à la soupe populaire. S'il est un excellent organisateur, il n'est pas un meneur, n'ayant absolument pas le goût du pouvoir, lui qui refuse l'autorité. C'est pourquoi il reverse une partie du produit de ses cambriolages à la cause anarchiste, et subventionne largement la presse libertaire.
Le 21 avril 1903, une opération menée à Abbeville tourne mal. Après avoir tué un agent, blessé grièvement un autre et s'être enfuis, Jacob et deux de ses complices sont arrêtés le 22 avril 1903 et sa bande, démantelée.
Marius Jacob sera jugé deux ans plus tard à Amiens pour 156 affaires. Ce jour-là, la ville est en état de siège, hantée par les anarchistes qui tentent d'influencer le jury par des menaces. Marius Jacob fait du procès une tribune pour ses idées, étonnant par sa truculence, son sens de la répartie, son idéalisme et son éloquence : « Je n'ai ni feu, ni lieu, ni âge, ni profession. Je suis vagabond, né à Partout, chef-lieu Nulle-part, département de la Terre. » ; « Vous savez maintenant qui je suis : un révolté vivant du produit de ses cambriolages. » ; « Le droit de vivre ne se mendie pas, il se prend. ». Il réplique au président du tribunal qui lui demandait pourquoi, lors d'un cambriolage, il avait volé un diplôme de droit sans valeur marchande : « Je préparais déjà ma défense. ». Toujours au président qui essaie de lui décrire un cambriolage, il répond : « Monsieur le président, vous faites erreur. Pour envoyer les gens au bagne ou à l’échafaud, vous êtes compétent, je n'en disconviens pas. Mais en matière de cambriolage, vous n'y entendez rien. Vous ne m’apprendrez pas mon métier. ».
Marius Jacob échappe à la guillotine car il n'a personnellement tué personne, mais il est condamné au bagne de Cayenne aux travaux forcés à perpétuité,. Il y débarque le 13 janvier 1906 sous le numéro de transporté 34777. Il parlera à propos du bagne de « guillotine sèche ».

## Bagne
Bien que l'espérance de vie au bagne soit de cinq ans, les bagnards n'en revenaient quasiment jamais à cause du « doublage ». En effet, une fois la peine initiale purgée, en cas de condamnation comprise entre cinq et sept ans, le condamné est assigné à résidence en Guyane pendant un nombre d'années égal à celui de la condamnation et en cas de condamnation à plus de sept ans de bagne, il est assigné à résidence en Guyane à perpétuité.
Marius Jacob entretient une correspondance codée avec sa mère Marie, qui ne l'abandonnera jamais. Contrairement à la plupart des déportés, il ne boit pas, ne joue pas et n'entretient pas de relations sexuelles avec les autres détenus[réf. nécessaire]. Face à l'administration pénitentiaire qui cherche à le détruire, il use de son intelligence. Il étudie le droit pour venir en aide à ses compagnons maltraités comme à lui-même. S'il est d'une force mentale inouïe dans cet environnement carcéral, restant inflexible et incorruptible sur le plan moral et surmontant la mort de sa compagne, Rose Roux, ses forces physiques, déjà altérées par les fièvres, s'altéreront encore, les conditions d'internement aux îles du Salut étant extrêmement dures.
Néanmoins Marius Jacob tente de s'évader dix-neuf fois, recourant à diverses méthodes : envoi d'un revolver dans une boîte de sardines ; tentative de vol d'armes ; confection de flotteurs ou d'un radeau. Plus original : il retourne une guérite pour s'en servir comme d'une embarcation ; il avale des médicaments pour simuler la mort dans le but de faire jeter son pseudo-cadavre à la mer. Sur dix-huit années de bagne, il en passe onze en cellule.
Il lit énormément. Il aide le docteur Louis Rousseau, dont il s'est fait un ami, à écrire un livre dénonçant les maltraitances au bagne et s'entretient longuement avec Albert Londres.

## Libération
À la suite de la campagne anti-bagne lancée par Albert Londres, il est libéré en 1925. Revenu en métropole, il est remis sur pied dans un hôpital[réf. nécessaire], travaille aux magasins du Printemps, puis devient marchand ambulant dans le Val de Loire et en Touraine. Il s'installe à Reuilly, dans l'Indre, avec sa nouvelle compagne, Paulette, de quinze ans sa cadette, et sa mère. Il se sent bien dans le milieu forain car la solidarité qu'il rencontre dans ce monde est proche de son idéal de vie, à défaut de pratiquer l'anarchisme théorique, puisque ces activités exigent le respect des décisions adoptées, une excellente organisation logistique, et une coopération sans faille.
Sur son barnum, il fait apposer l'appellation « Chez Marius », son deuxième prénom, moins long donc moins cher que le premier, Alexandre.
En 1929, Marius Jacob se présente dans les locaux du journal Le Libertaire dirigé par Louis Lecoin. Les deux hommes se ressemblent et se lient d'amitié. Marius Jacob s'investit dans la propagande. Après le soutien des objecteurs de conscience et Sacco et Vanzetti, les libertaires apportent leur soutien pour empêcher l'extradition de Buenaventura Durruti promis à l'exécution capitale en Espagne.
En 1936, il va à Barcelone, semble-t-il pour se rendre utile auprès de la Confédération Nationale du Travail espagnole (CNT). Estimant la situation espagnole sans espoir, il redevient forain sur les marchés du centre de la France: En 1939, il achète une maison à Reuilly, « Le pays où il ne se passe jamais rien ». Le 22 janvier 1940, il se marie à Issoudun avec Pauline Louise Henriette Charron (1883-1950).
S'il ne s'engage pas officiellement dans la Résistance, les partisans savent pouvoir trouver refuge chez lui.
Après la mort de sa mère (1941) et de sa femme (1950, d'un cancer), il vieillit entouré d'amis et de camarades de discussion (Pierre-Valentin Berthier, écrivain anarchiste et sa femme, Jean Maitron, auteur du Dictionnaire biographique du mouvement ouvrier, R. Treno, directeur du Canard enchaîné, et bien d'autres).
Marius Jacob ne renonça jamais à ses opinions, ni à sa verve et à son humour: sommé de payer l'impôt instauré depuis 1855 pour la détention de son chien, il réclame une carte d'électeur pour ce dernier, qui « n'a jamais menti, jamais été ivre. Aucun de vos électeurs ne peut en dire autant ».

## Suicide
En 1953, il rencontre un couple de jeunes enseignants, Robert et Josette. Une profonde amitié naît entre les deux hommes et Marius Jacob s'éprend de la jeune femme, à qui il accorde une année : en effet, il a pris la décision d'en finir avec la vie car son corps le lâche.
Le 28 août 1954, il organise un goûter pour neuf enfants pauvres de la commune. Après les avoir ramenés chez eux en voiture en klaxonnant, de retour chez lui, il s'administre ainsi qu'à son vieux chien, Négro, une dose de morphine après avoir bouché les orifices de la pièce et bloqué le tirage du poêle à charbon, laissant le dernier de ses fameux messages: « […] Linge lessivé, rincé, séché, mais pas repassé. J'ai la cosse (flemme). Excusez. Vous trouverez deux litres de rosé à côté de la paneterie (pièce du pain). À votre santé.»
Il est enterré au cimetière de Reuilly. Il semble qu'il ait laissé un bon souvenir aux habitants de la commune : sa maison et sa tombe font aujourd'hui partie des sites à visiter. En octobre 2004, une impasse est même baptisée à son nom,.

## Postérité
En 2019, la Fondation Marius Jacob est créée a Bruxelles. S'inspirant des idéaux anarchistes de ce dernier, le collectif organise des collectes de fonds pour offrir un soutien financier à divers mouvements sociaux.

## Œuvres
- Marius Jacob, Travailleurs de la nuit, Paris, L'Insomniaque, 1999, 157 p. (ISBN 2-908744-50-3).
- Marius Jacob, Extermination à la française : lettres de prison et du bagne à sa mère, Paris, L'Insomniaque, 2000, 158 p. (ISBN 2-908744-36-8).
- Marius Jacob, Écrits, Paris, L'Insomniaque, 2004, 846 p. (ISBN 2-908744-67-8).
- Alexandre Jacob, L'homme libre : prison, Josette, anarchie, Saint-Dié-des-Vosges, Éditions de la Pigne, 2022, 189 p. (ISBN 978-2-956-53054-1, OCLC 1356810853, présentation en ligne)

### Textes
- Souvenirs d’un révolté, « texte intégral ».
- Pourquoi j’ai cambriolé, Germinal, 19 mars 1905, « texte intégral ».

#### Littérature
- Alain Amariglio (préf. Gérard Mordillat), Avec les compliments de Marius Jacob, Limoges, Éditions les Monédières, 2021, 196 p. (ISBN 978-2-363-40171-7, OCLC 1295820460).

#### Bande dessinée
- Fabien Lacaf (dessin), Nelly Moriquand (scénario), Les Pêcheurs d'étoiles, tome 4 : 26, rue de la belle marinière Marseille, Glénat, (ISBN 2-7234-1533-3), 1992.
- Gaël Henry (dessins), Vincent Henry (scénario), Alexandre Jacob - Journal d’un anarchiste cambrioleur, Éditions Sarbacane,  (ISBN 978-2-84865-838-4), 2016, [[ présentation en ligne]] (notice Historia.) A.-L. R., « Alexandre Jacob, l’histoire d’un anarchiste racontée par un Lillois », La Voix du Nord,‎ 8 février 2016 (lire en ligne).
- Léonard Chemineau (dessins) et Matz (scénario), Le travailleur de la nuit, Rue de Sèvres,  (ISBN 978-2-369-81273-9), 2017.

#### Documents vidéos
- Laurent Termignon, Thomas Turner, Alexandre Marius Jacob : Pourquoi j'ai cambriolé, 26 min, Sopremo Productions, 2009, « notice », « voir en ligne ».
- Michel Mathurin, Hors les lois et la servitude, 77 min, Atelier du soir, 2012, « notice », « bande-annonce ».
- Olivier Durie, Marius Alexandre Jacob et les travailleurs de la nuit, docu-fiction, 90 min, Les Films grain de sable, 2016, « fiche technique », « bande-annonce ».

#### Émissions radiophoniques
- « Marius Jacob » le 24 février 2014 dans L'Heure du crime de Jacques Pradel sur RTL, « écouter en ligne ».
- « Marius Jacob, l'Arsène Lupin au drapeau noir » le 12 novembre 2017 dans Autant en emporte l'histoire de Stéphanie Duncan, sur France-Inter, « écouter en ligne ».
- « Alexandre Marius Jacob, anarchiste cambrioleur », dans LSD, la série documentaire par Perrine Kervran, France Culture, 9 avril 2019, 54 min, « écouter en ligne ».

#### Musique
En juin 2023, le groupe corse « Vanguardia », dans son disque éponyme, lui consacre une chanson, Travaddadori di a notti (« Les travailleurs de la nuit »).

#### Jeux de rôle
- Marius Jacob est l'un des 11 personnages jouables du jeu de rôle Abstract Aventures Steampunk, publié en mars 2020 par Les 12 Singes[37].

#### Notices
- « notice biographique »(Archive.org • Wikiwix • Archive.is • Google • Que faire ?), Dictionnaire des anarchistes, « Le Maitron ».
- « notice biographique », Dictionnaire biographique, mouvement ouvrier, mouvement social, « Le Maitron ».
- « notice biographique », L'Éphéméride anarchiste.
- « notice bibliographique », Centre International de Recherches sur l'Anarchisme (Lausanne).